# Johannes Otto Berger
Johannes Otto Berger (* 1893 in Hildburghausen; † 1974 vermutlich in Coburg) war ein deutscher Architekt.

## Leben
Als Sohn des Architekten und Bauunternehmers August Berger lernte bei seinem Vater das Bauhandwerk. Er studierte am Technikum Hildburghausen und machte dort nach zweieinhalb Jahren seinen Abschluss. Nach dem Ersten Weltkrieg studierte er nochmals vier Jahre an der Technischen Hochschule Stuttgart. Seit 1922 arbeitete er in Düsseldorf, dann in Hildburghausen und ab 1925 in Weimar als selbständiger Architekt und Bauunternehmer. Er unterhielt sein Architekturbüro Am Wilden Graben, das Haus trug zu dieser Zeit noch die Hausnummer 6. Er trat dort mit dem Bau von Wohnhäusern in Erscheinung. So war er beteiligt an der Errichtung der Gartenstadtsiedlung Großmutter, die hauptsächlich durch Ernst Flemming Wirken entstand. Meist errichtete er sie im Heimatschutzstil, oft mit pagodenartigem Dachüberstand, verzichtete gelegentlich aber auch darauf. Im Jahr 1930 kehrte er nach Hildburghausen zurück und blieb dort bis 1945 und ging dann nach Coburg, wo er das Baugeschäft seines Vaters übernahm. Berger führte in Coburg offenbar zahlreiche Projekte aus, denn er veröffentlichte im Selbstverlag einen Bildband mit kurzen Beschreibungen seiner Bauten in Coburg – Vollständigkeit kann dieser Band nicht beanspruchen. Für Weimar und Hildburghausen publizierte er dergleichen nicht. In Coburg führte Berger im Unterschied zu Weimar auch Geschäfts- und Fabrikbauten aus. Während er sich bei den Wohnbauten eher an den Heimatschutzstil hielt, machte Berger bei den Fabrikbauten in und um Coburg Anleihen bei der modernen Ästhetik und Funktionalität.

## Bauten und Entwürfe (Auswahl)
- 1926: Haus Zum Wilden Graben 12 in Weimar
- 1926: Haus Stolze in Weimar
- 1926/27: Wohnhaus Berkaer Straße 51 in Weimar
- 1927–1928: Haus Trettner in Weimar

sowie:
- Ferienheim in Ernsdorf am Chiemsee
- Familienhaus in Coburg
- „Ein schönes Eigenheim in Coburg“
- „Eigenheim eines Kaufmannes in Ebersdorf“
- „Arzthaus auf dem Lande in Lützelbach bei Coburg“
- Einfamilienhaus am Fuß der Veste Coburg
- „Das ideale Eigenheim in Coburg“
- Einfamilienhaus am Südhang in Creidlitz
- Arzthaus mit Praxis in Rodach in Oberfranken
- Eigenheim am Festungsberg in Coburg
- „Haus des Herrn v. E. in Regensburg“
- Wohnhaus in Michelau in Oberfranken
- „Einfamilienhaus R. in Coburg“
- Wohn- und Geschäftshaus in Coburg[6]
- „Die Mohrenapotheke in Coburg“
- „Die Hofapotheke am Markt in Coburg“
- Fabrikbau in Michelau
- Fabrikbau in Creidlitz